# McLaren Artura
El McLaren Artura es un automóvil superdeportivo híbrido eléctrico enchufable desarrollado por el fabricante británico McLaren Automotive, cuya producción iniciaría en el verano de 2021.
Este modelo sería el encargado de liderar a la marca en la dirección de los híbridos e híbridos enchufables y al final los eléctricos, al ser un modelo completamente nuevo con 680 CV (671 HP; 500 kW), motor V6 biturbo y un rango en modo eléctrico de hasta 30 km (19 millas).
Se colocaría por encima de la rama GT del fabricante, pero por debajo del McLaren 720S, puesto que en el futuro inmediato la rama Sport Series desaparecerá, por lo que ya no habrá modelos como el 570S ni el 620 R. No se trata de una edición especial, por lo que se fabricarían según la demanda de los clientes y se espera que las entregas comiencen en primavera.

## Nomenclatura
No se ha dicho realmente qué significa su nombre, por lo que todavía permanece incierto hasta ahora, pero su popularidad deriva de ser el nombre del héroe legendario Rey Arturo. Eso no significa que el fabricante se haya quedado estancado en el pasado:

“Every element of the Artura is all-new – from the platform architecture and every part of the High-Performance Hybrid powertrain, to the exterior body, interior and cutting-edge driver interface…”
"Cada elemento es totalmente nuevo, desde la arquitectura de la plataforma y cada parte del tren motriz híbrido de alto desempeño, hasta la carrocería exterior, el interior y la innovadora interfaz con el conductor…"
dice: Mike Flewitt, director ejecutivo de McLaren Automotive.

## Diseño

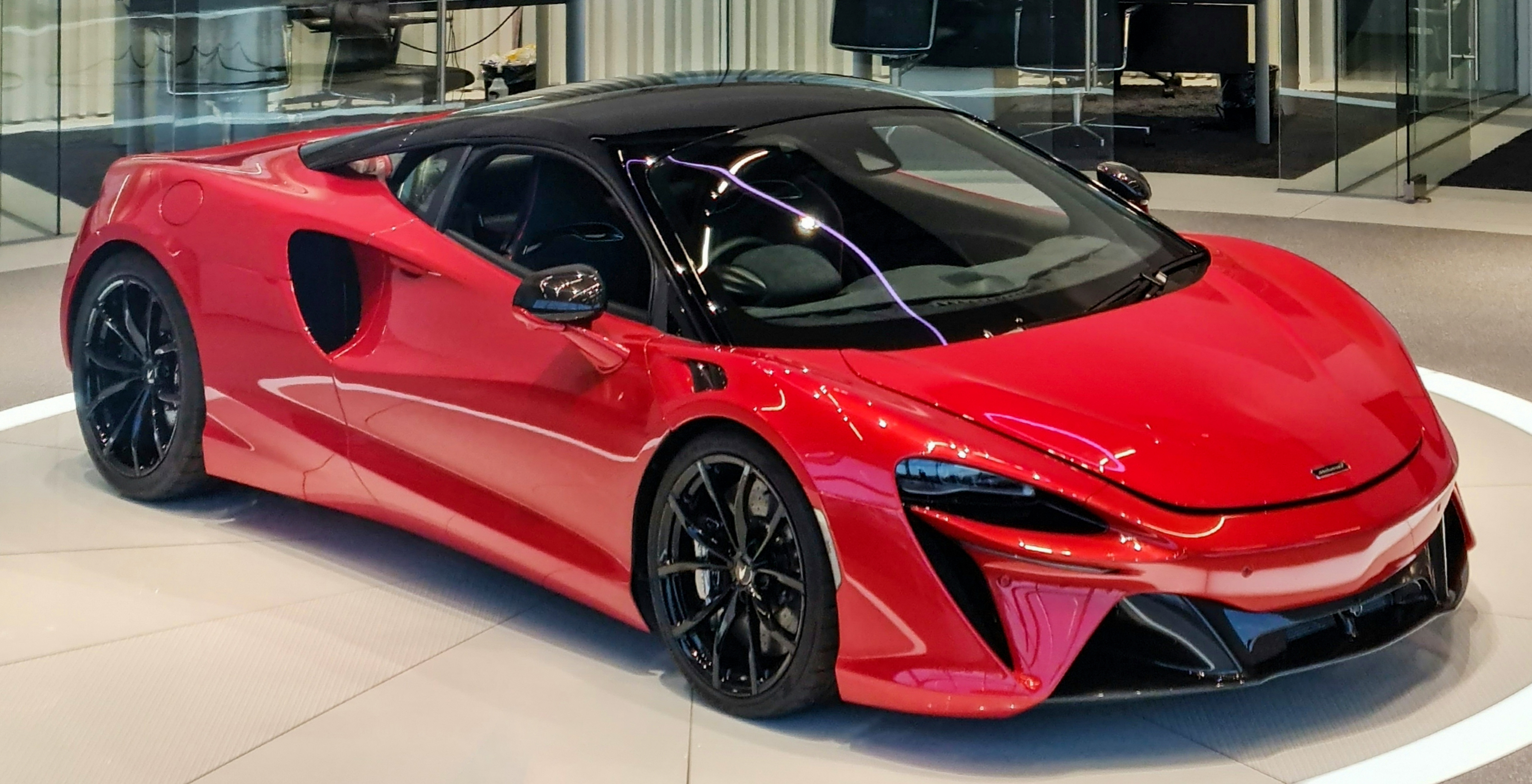
Vista frontal 3/4.

Sigue el estilo de la marca, aunque destaca un diseño más suave y limpio a pesar de acomodar las enormes tomas de aire que requiere para el enfriamiento, además de otros elementos para canalizar el aire y ofrecer un buen nivel de carga aerodinámica.
Su nueva arquitectura electrónica reduce el cableado en un 25% y mejora la velocidad de transferencia de datos, lo que permite la incorporación de las asistencias a la conducción "ADAS", así como actualizaciones remotas.
Presenta al conjunto de los faros, completamente led con 21 grupos ópticos cada uno y las tomas de aire, con un morro que es muy bajo y se prolonga hacia el techo, cayendo con suavidad hacia la zaga. También tiene unas grandes entradas de aire antes de los pasos de rueda traseros. En la parte trasera, dos salidas de escape están colocadas en la zona central a media altura.
Aprovecha al máximo la aerodinámica con unos conductos ocultos en las puertas y los contrafuertes traseros canalizan el aire en torno a la carrocería. El difusor y el spoiler traseros generan 50 kg (110 libras) de carga aerodinámica para mayor estabilidad.
También se notan unas líneas bajas y esbeltas, minimalistas y potentes, pero cada curva tiene su motivo, desde gestionar calor y flujos de aire a bajar el centro de gravedad o mejorar la posición del conductor. La experiencia con la fibra de carbono y técnicas avanzadas como "SuperformingTM" hacen posible un diseño fluido, casi esculpido.

## Interior

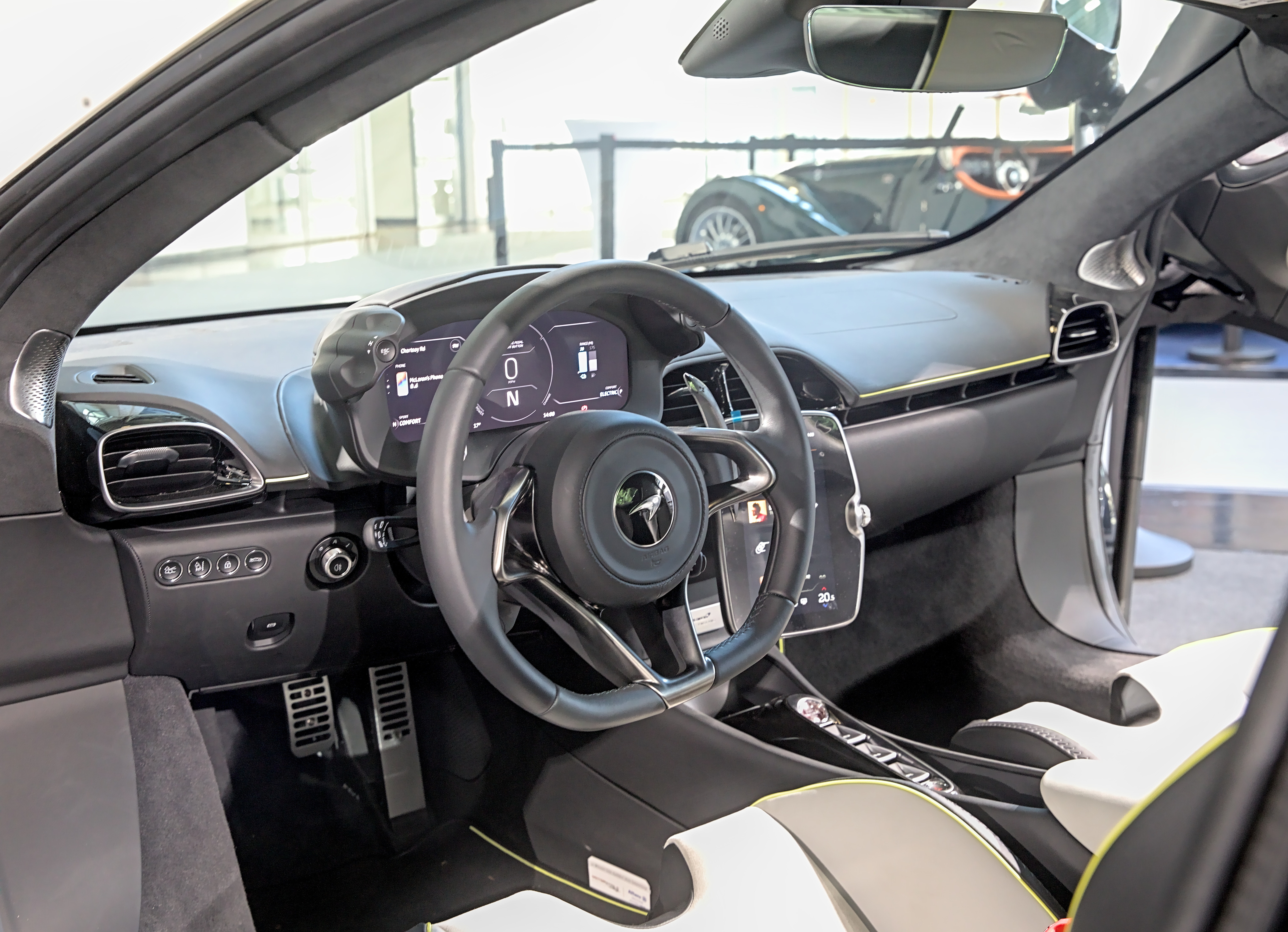
Vista del interior.

Su interior lleva un panel de instrumentos digital tomado del McLaren Elva. Presenta un sistema de infoentretenimiento de estilo vertical y una pantalla de 8 pulgadas (20,3 cm) girada ligeramente hacia el conductor, la cual se actualiza para mejorar el funcionamiento, pero sigue manteniendo básicamente el control de cada aspecto, desde la navegación, hasta el control del aire acondicionado o la configuración general del coche.
Presenta novedades interesantes como la resolución extremadamente minimalista. El volante no tiene botones, debido a que los mandos de los modos de conducción y controles del tren motriz que se manejan por separado, fueron movidos a un costado del múltiple de instrumentos digital, los cuales se mueven de manera conjunta al momento de ajustar la posición de manejo.
Tiene un visualizador táctil vertical desde donde se controlan aspectos como el teléfono, climatizador automático bizona, el audio opcional firmado por Bowers & Wilkins con 12 bocinas que completa la interfaz de interacción del conductor con el vehículo, entre otros.
El sistema multimedia "MIS II" es compatible tanto con Android Auto como con Apple CarPlay y los asientos de serie son Clubsport tapizados en Alcantara, además de las puertas y el tablero, aunque el material varía en función del nivel de acabado.

## Chasis y mecánica

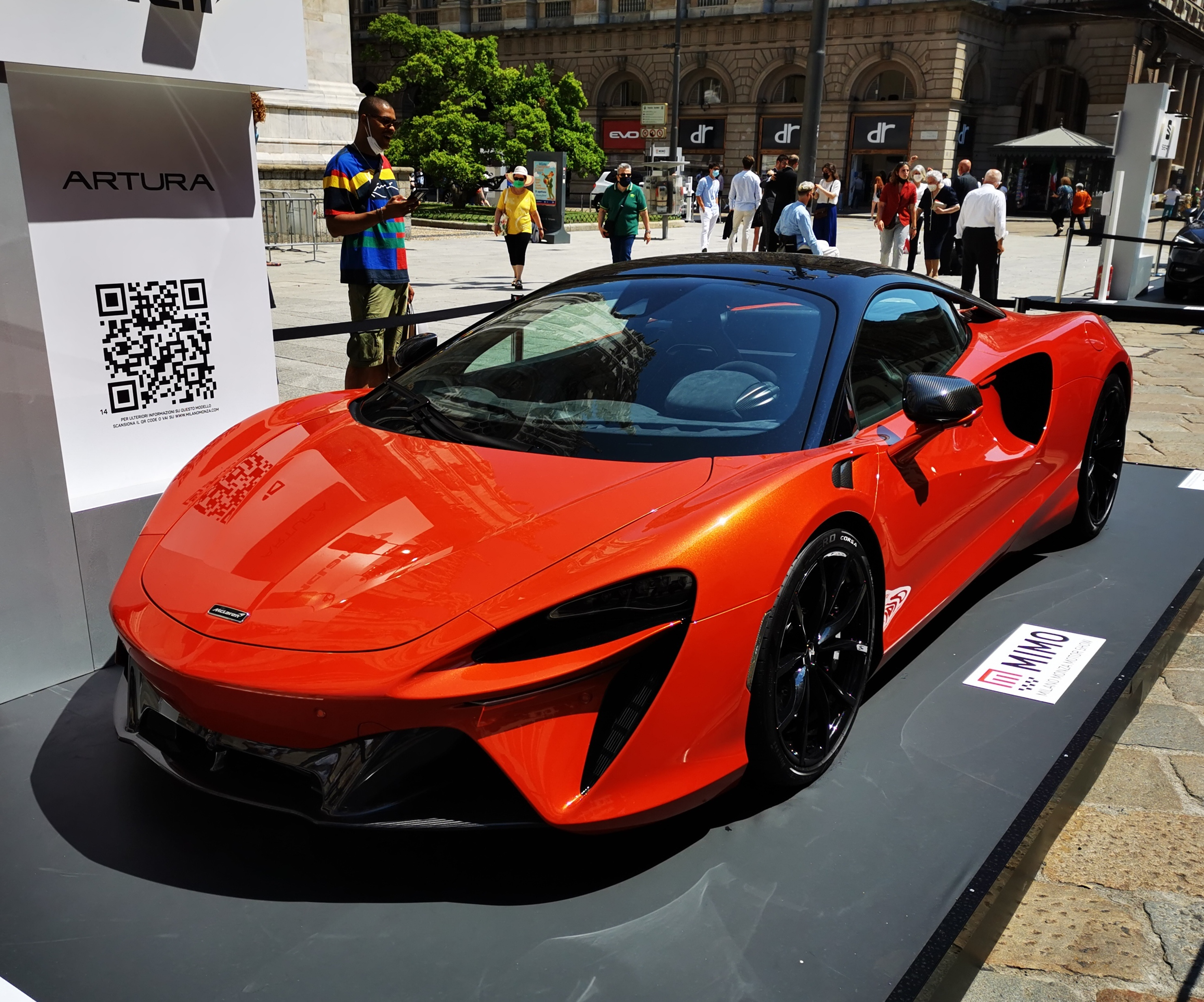
En el Salón del automóvil de Milán de 2021.

Es el primer McLaren que no usa ni la plataforma ni el motor derivado del MP4-12C, con el que la marca regresó a la producción de coches de calle tras haber fabricado al F1. En este caso, se usa la nueva plataforma McLaren Carbon Lightweight Architecture o "MCLA", la cual utiliza aluminio y fibra de carbono, resultando ser un chasis monocasco tan resistente como ultraligero que pesa solamente 82 kg (181 libras), la cual se fabrica con la máxima precisión usando cuatro tipos de fibra de carbono, un nuevo sistema de resina y un nuevo material de base para conseguir la máxima solidez y rigidez posible. Esta nueva plataforma daría vida a muchos otros modelos de la marca en el futuro y fue diseñada para adaptar sistemas específicos para coches completamente eléctricos. Con ese monocasco y la reducción de peso, marca sobre la báscula 1498 kg (3303 libras) (DIN).
Tiene un diferencial electrónico, suspensión con amortiguadores adaptativos, frenos de disco carbono–cerámicos con medidas 390 mm (15,4 pulgadas) delante y 380 mm (15,0 pulgadas)   detrás, con pinzas (cálipers) de seis y cuatro pistones, respectivamente.
Está equipado con rines de 19 pulgadas (48,3 cm) pulgadas en el eje delantero y de 20 pulgadas (50,8 cm) en el trasero, con tres diseños a elegir en neumáticos Pirelli de medidas 235/35Z delante y de 295/35 detrás, con tecnología Pirelli Cyber Tyre, integrando un microprocesador que monitoriza diversos parámetros.
Dispone de sistemas como el Proactive Damping Control, que controla la amortiguación hidráulica y haciendo ajustes en menos de 0,0002 segundos, mientras que el motor eléctrico se encarga de la marcha atrás, además de una dirección de asistencia hidráulica. También incluye otros asistentes como el control de crucero adaptativo con función de parada y continuación, el de luces de carretera, el avisador de salida de carril involuntaria y el sistema de reconocimiento de señales de tráfico. Además, será susceptible recibir actualizaciones de su software de manera remota.
La nueva suspensión trasera tiene un excelente nivel de maniobrabilidad y agilidad. La estabilidad es destacable y la nueva geometría es el doble de rígida que la primera generación y aporta cientos de kilos de carga aerodinámica.

## Motor y desempeño

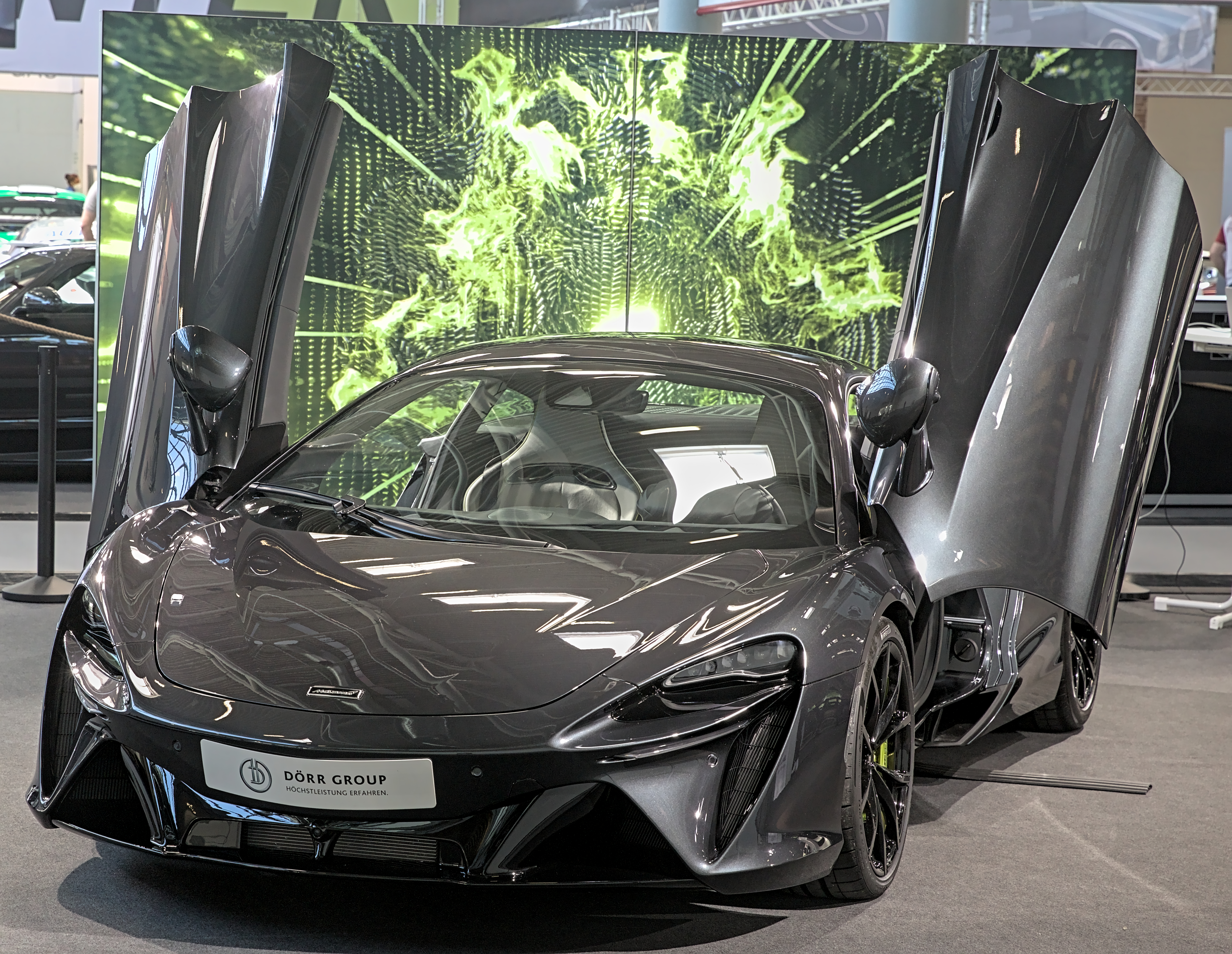
Con ambas puertas diédricas abiertas.

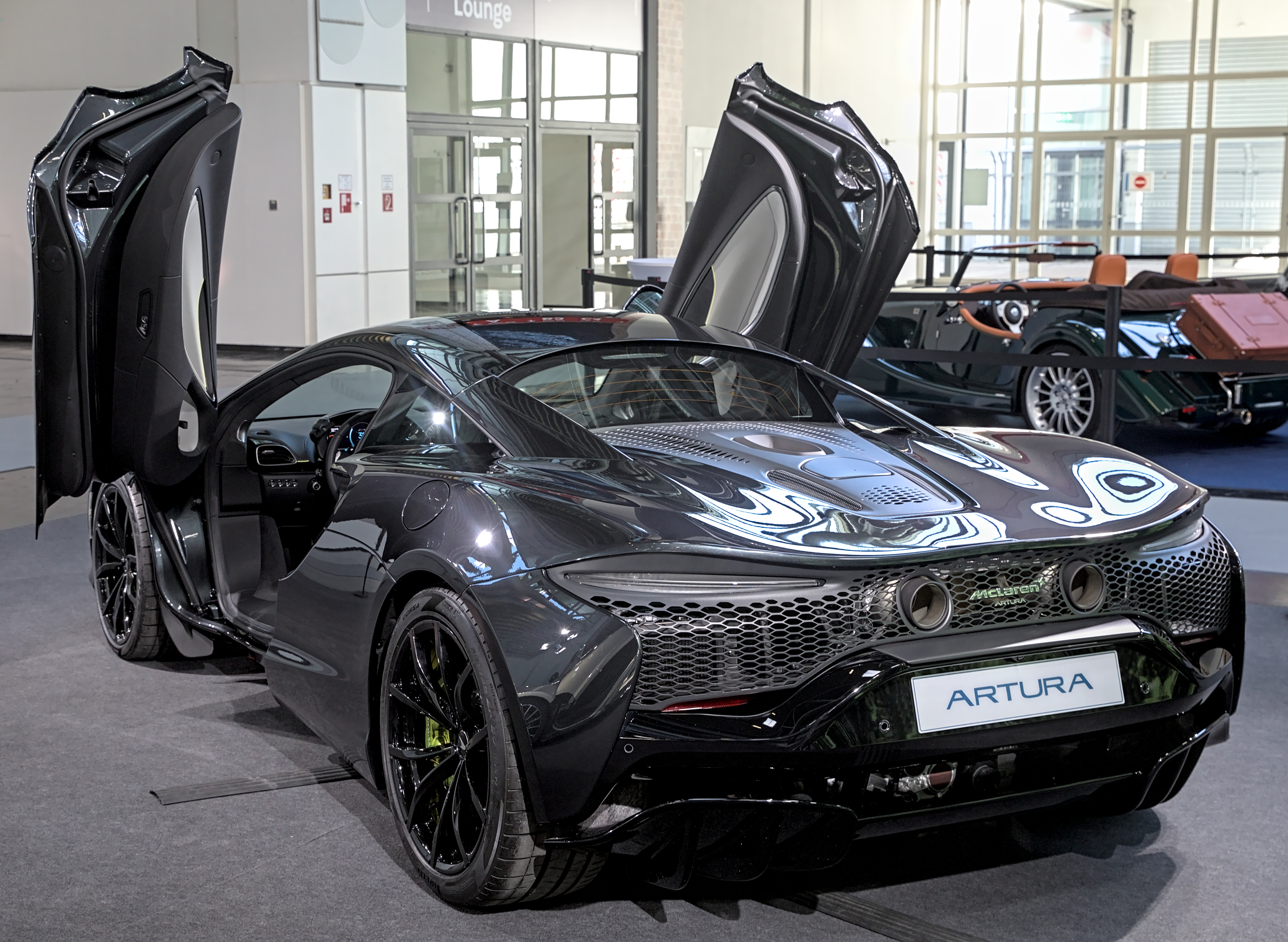
Vista trasera.

No llevará el tradicional motor V8, ya que en esta ocasión sería un V6 a 120° M630 biturbo de 2993 cm³ (3 litros), que produce 585 CV (577 HP; 430 kW) y 585 N·m (431 lb·pie) de par máximo con un peso de 160 kg (353 libras), que representa 50 kg (110 libras) menos en comparación con el V8 anterior, con un consumo superior a 21 km/L (4,8 L/100 km; 49,4 mpgAm) en ciclo WLTP. Estaría apoyado paralelamente por un motor eléctrico de 95 CV (94 HP; 70 kW) y 225 N·m (166 lb·pie) de par máximo, para un total combinado de 680 CV (671 HP; 500 kW) y 720 N·m (531 lb·pie) de par. El total combinado del par máximo es menor que la suma de ambos motores, debido a que está limitado para optimizar las características de manejo del tren motriz y no simultáneamente al máximo.
El motor está acoplado a una caja de cambios de doble embrague "Seamless Shift Gearbox" (SSG) de ocho velocidades con "E-Reverse" y tracción trasera, con lo que le permitiría acelerar de 0 a 100 km/h (0 a 62 mph) en 3 segundos, de 0 a 200 km/h (124 mph) en 8,3 segundos, de 0 a 300 km/h (186 mph) en 21.5 segundos y alcanzar una velocidad máxima limitada de 330 km/h (205 mph). El 1/4 de milla (402 m) lo logra en 10.7 segundos.
Al ser un modelo híbrido enchufable, su batería de 7,4 kWh (27 MJ) con un peso de 130 kg (287 libras), le permite circular en modo completamente eléctrico por 30 km (18,6 millas), aunque con una velocidad limitada a 130 km/h (81 mph). Tendría los modos de manejo Comfort, Sport, Track y hasta una opción para facilitar los derrapes. La batería de ion de litio lleva una carcasa de fibra de carbono que la protege y optimiza la distribución de peso. Se carga al 80% en dos horas y media y tiene función de carga dinámica en movimiento.
Es el primer híbrido enchufable de la marca. Gracias al motor eléctrico, la capacidad de aceleración es inmediata, al tiempo que se trata del coche más eficiente en la historia de la marca.
Su alcance no es suficiente para conseguir la etiqueta cero, pero sirve para rebajar tanto su consumo con sus emisiones de CO2 homologadas en 129 g (4,6 onzas)/km.
| Distribución                        | DOHC 4 válvulas por cilindro (24 en total).                                                                              |
| Diámetro x carrera                  | 84 x 90 mm (3,31 x 3,54 pulgadas)                                                                                        |
| Sistema de lubricación              | Cárter seco |
| Alimentación                        | Inyección directa Biturbo                                                                                                |
| Línea roja                          | 8500 rpm |
| Potencia máxima                     | 585 CV (577 HP; 430 kW) @ 7500 rpm (gasolina) 95 CV (94 HP; 70 kW) (eléctrico) 680 CV (671 HP; 500 kW) (total combinado) |
| Par máximo                          | 585 N·m (431 lb·pie) @ 2250-7000 rpm (gasolina) 225 N·m (166 lb·pie) (eléctrico) 720 N·m (531 lb·pie) (total combinado)  |
| Capacidad del tanque de combustible | 72 litros (19,0 galAm)                                                                                                   |